# جونسون (ملحن)
جونسون (بالإنجليزية: Johnson)‏ هو ملحن هندي، ولد في 26 مارس 1953 في تريشور في الهند، وتوفي في 18 أغسطس 2011 في تشيناي في الهند.

## وصلات خارجية
- جونسون على موقع IMDb (الإنجليزية)
- جونسون على موقع ميوزك برينز (الإنجليزية)